# Auditing (Scientology)
L'auditing è una procedura creata da L. Ron Hubbard e utilizzata in Scientology come consulenza spirituale che è a fondamento di Dianetics e Scientology .
L'auditing si compone di numerosi singoli procedimenti, ognuno dei quali ha un determinato obiettivo (cosiddetto "fenomeno finale") ad esempio finalmente ho capito perché non sono mai riuscito a comunicare con mio padre .
L'auditor è colui che somministra l'auditing ed è stato addestrato a questo. La sua presenza deve essere la meno invasiva possibile 